# Estanislau Marques Chindecasse
Estanislau Marques Chindecasse, também grafado Estanislau Marques Chindekesse e Estanislau Marques Tchindekassi (Huambo, Angola, 18 de Agosto de 1958) é o actual Bispo do Dundo.
Nasceu a 18 de Agosto de 1958, no bairro de Canhé Grande, arredores da cidade do Huambo, aí fazendo os estudos primários até entrar para o Seminário de Quipeio, município de Ecunha, em 1971. Concluiu os estudos propedêuticos e filosóficos no Seminário Maior de Cristo Rei da Arquidiocese do Huambo, doutorando-se em Teologia pela Universidade Católica de Portugal. Tornou-se sacerdote a 22 de Novembro de 1987, na Missão Católica de Canhé Grande. Foi nomeado bispo da Diocese do Dundo pelo Papa Bento XVI a 22 de Dezembro de 2012, sendo o terceiro prelado a assumir o cargo de bispo da Diocese do Dundo, instituída em 2002 pelo Papa João Paulo II, seguindo-se a D. Joaquim Ferreira Lopes (2002-2008) e D. José Manuel Imbamba ( 2009-2012).